# Карась японський
Кара́сь япо́нський (лат. Carassius cuvieri; англ. Japanese crucian carp) — прісноводна риба роду Карась родини Коропові. Поширена в Японії. Ендемік озера Біва. Вид-вселенець у Кореї, Китаї і Тайвані. Завдовжки досягає 40 см. Має срібне забарвлення.

## Назви
- Карась Ґенґоро (【源五郎鮒】)
- Карась омійський (【近江鮒】)
- Карась кавачівський (【河内鮒】)
- Карась Кюв'є (лат. Carassius cuvieri)
- Карась білий (англ. White crucian carp)

## Синоніми
- Carassius auratus caviers  Temminck & Schlegel, 1846[2]
- Carassius auratus cuvieri  Temminck & Schlegel, 1846[2]
- Carassius carassius cuvieri  Temminck & Schlegel, 1846[2]